# Estação Amazonas
Amazonas é uma estação da futura Linha 2 do Metrô de Belo Horizonte. Atualmente encontra-se em obras e sua conclusão está prevista para o 2º semestre de 2026.

## História
As obras da Linha 2 (Nova Suíça - Barreiro) do Metrô de Belo Horizonte foram contratadas em 1985, porém os primeiros trabalhos de construção começaram apenas em 1998. 
Quando foram paralisadas, em 2004, as obras da estação Amazonas estavam 30% concluídas. Desde então diversas promessas de retomadas foram feitas, porém as obras obras não foram retomadas.

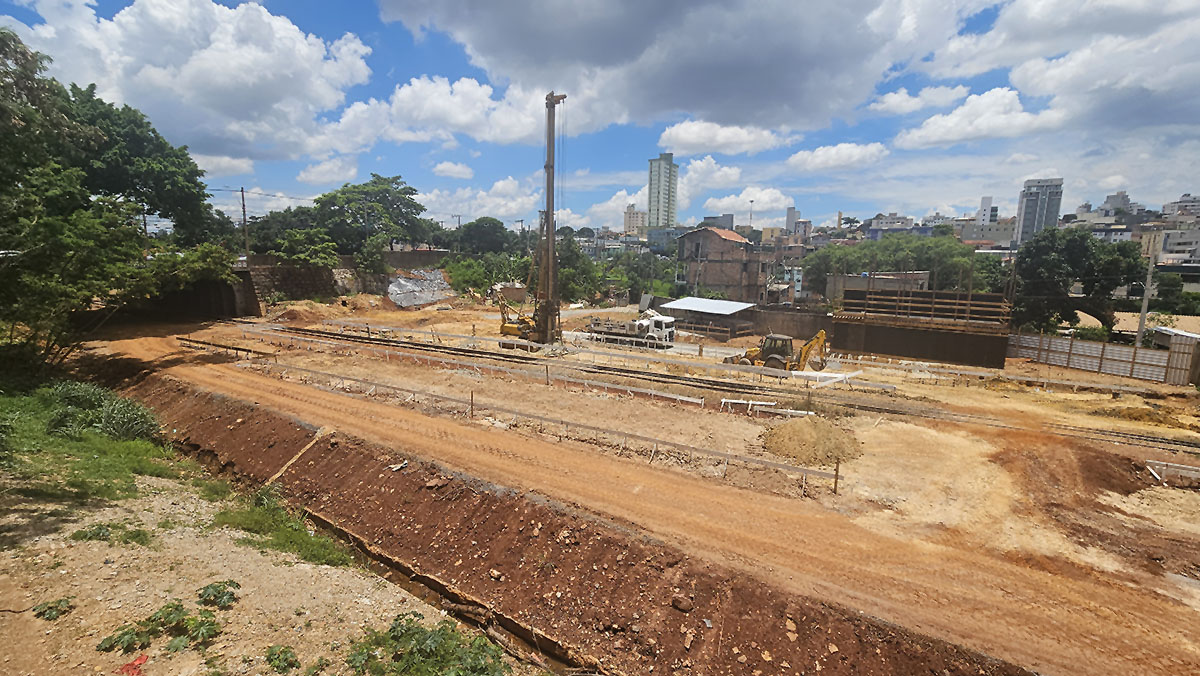
Canteiro de Obras da Estação Amazonas do Metrô BH em novembro de 2024

Em 2019 uma nova promessa foi efetuada para a retomada das obras, por meio da concessão do sistema à iniciativa privada. As obras da Estação Amazonas, da Linha 2 do metrô de Belo Horizonte, foram reiniciadas em setembro de 2024 e seguem em ritmo avançado.